# عبد الجبار عبد المجيد
عبد الجبار عبد المجيد ممثل كويتي شارك بالعديد من المسلسلات التلفزيونية والمسرحيات مع كبار الفنانين من عبد الحسين عبد الرضا وسعد الفرج وخالد النفيسي وعلي المفيدي وإبراهيم الصلال وعبد العزيز النمش وجاسم النبهان وغيرهم من الفنانين .

## أعماله
- هذا سيفوه1988 - مسرحية

- عائلة فوق تنور ساخن1987 - مسلسل(عبد الجبار)

- حامي الديار1986 - مسرحية

- دقت الساعة 1984 - مسرحية

- فرسان المناخ1983 - مسرحية

- العتاوية 1980 - مسلسل

- ممثل الشعب1980 - مسرحية

- أصوات للحب1979 - مسلسل

- الحظ والملايين1979 - مسلسل

- حرم سعادة الوزير1979 - مسرحية

- مذكرات جحا1979 - مسلسل

- الإخوة الثلاثة 1978 - مسلسل

- الأقدار1978 - مسلسل(محسن)

- بيت بو صالح1978 - مسرحية(أبو غازي)

- أوبريت والله زمن1977 - تمثيلية

- درب الزلق1977 - مسلسل(خليفة مسؤول الحضور والتوقيع بالدوام)

- دنيا المهابيل1977 - مسلسل

- ابن العطار1976 - مسلسل

- أوبريت صايم1975 - تمثيلية

- بني صامت1975 - مسرحية(ولد القارص)

- إمبراطور يبحث عن وظيفة 1974 - مسرحية(بائع)

- زوجتي والزيادات1973 - تمثيلية

- أشواك الربيع1972 - سهرة تليفزيونية(الدكتور)

- عالم نساء ورجل1972 - مسرحية(شرطي)

- عائلة بومريان1971 - مسلسل

- وبدأ الحب1970 - سهرة تليفزيونية

- 1+1 =11969 - سهرة تليفزيونية

- الليلة يصل محقان1969 - مسرحية(شرطي)

- زوجتي والمجنون1968 - سهرة تليفزيونية

- مطلوب زوج1968 - سهرة تليفزيونية

- 24 ساعة 1967 - مسرحية(محمود)

- القلب الكبير1967 - مسلسل

- ليلة العرس1967 - سهرة تليفزيونية

- الكويت سنة 20001966 - مسرحية

- اصبر وتشوف1965 - مسرحية

- الباب الموصد1965 - سهرة تليفزيونية

- الجنون فنون1965 - مسرحية

- سكانه مرته1964 - مسرحية(جاسم)

- مذكرات بوعليوي1964 - مسلسل

- ابن جلا1962 - مسرحية(الجندي)

- صقر قريش1962 - مسرحية